# Christoph Hackethal
Christoph Bernhard Wilhelm Hackethal (né le 28 mars 1899 à Hanovre, mort le 25 août 1942 au camp de concentration de Dachau) est un prêtre catholique allemand opposé au régime nazi.

## Biographie
Son père, Carl Hackethal est un employé de bureau puis un représentant de l'imprimerie J. C. König & Ebhardt à Hanovre. En 1893, il se marie à Vechta avec Paula Kleiboldt. Christoph grandit avec ses frères et sœurs dans l'arrondissement du Nord.
Après l'abitur au Goethegymnasium en 1918, il est étudiant en théologie à l'université de Münster. En 1923, il est ordonné prêtre à Hildesheim. Après des années comme chapelain à Brême-Hemelingen et à l'église Sainte-Élisabeth de Hanovre, il devient recteur de l'hôpital Saint-Bernward à Hildesheim et prédicateur de la cathédrale. En 1934, il est transféré dans la paroisse Saint-Grégoire VII de Bündheim.
En tant que prêtre, il ne cache pas son éloignement avec le nazisme. Lorsque les Français et les Polonais arrivent dans sa paroisse en tant que travailleurs forcés au début de la Seconde Guerre mondiale, il est leur aumônier et le prêtre de leur paroisse. Des oraisons défaitistes l'amènent à prendre conscience de son opposition au régime politique.

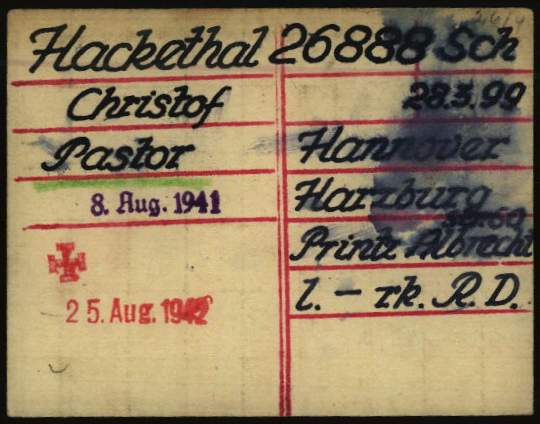
Carte d'enregistrement de Christoph Hackethal en tant que prisonnier dans le camp de concentration nazi de Dachau

Le 18 avril 1941, Hackethal est arrêté par la Gestapo pour « comportement désordonné et déclarations défaitistes » et emmené au camp d'éducation par le travail de Hallendorf où il est humilié et torturé par un gardien qui fut subordonné à son frère pendant la Première Guerre mondiale. Après avoir refusé de participer à la pendaison de travailleurs polonais, il est transporté au camp de concentration de Dachau à l'été 1941. En un peu moins d'un an et demi d'emprisonnement, il est torturé jusqu'à sa mort en août 1942 selon des témoignages de codétenus.
La Gestapo informa les parents « que le prisonnier Christoph Hackethal est décédé le 25 août 1942 des suites d’une pneumonie. Le corps ne peut plus être rendu ; pour des raisons sanitaires, il a déjà été incinérée. L'urne peut être demandée si l'administration du cimetière fournit un endroit approprié. »
Ses parents demandent l'urne avec ses cendres, qui est enterrée le 23 septembre 1942 à l'ancien cimetière Saint-Nicolas de Hanovre.
L'Église catholique allemande a inscrit Christoph Hackethal dans son martyrologe du XXe siècle.